# Mambo With Tjader
Albums de Cal Tjader
Mambo With Tjader Tjader Plays Tjazz
Mambo With Tjader est un album studio de la discographie de Cal Tjader enregistré en 2 séances au cours de 1954 avec une formation quintette. Il est sorti en septembre 1954 et contient 12 titres dont les 2 singles Lucero et Sonny Boy.

## Titres

### Face A (18:39)[1]
1. Mamblues (A1) - 2:24  ∫ de Clark Terry et Cal Tjader
2. Midnight Sun (A2) - 3:58 ∫  de Sonny Burke, Lionel Hampton et Johnny Mercer
3. Sonny Boy (A3) - 2:32 ∫ de Lew Brown, Buddy DeSylva, Ray Henderson et Al Jolson
4. Cherry (A4) - 3:25 ∫ de Billy Corgan, Ray Gilbert, Phil Mogg, Don Redman et Pete Way
5. I'll Remember April (A5) - 3:17 ∫ de Gene DePaul, Patricia Johnston et Don Raye
6. This Can't Be Love (A6) - 3:03 ∫ de A. M. Dearie, Lorenz Hart et Richard Rodgers

### Face B (19:17)
1. Tenderly (B1) - 3:42 ∫ de Walter Gross et Jack Lawrence
2. Dearly Beloved (B2) - 3:55  ∫ de Jerome Kern et Johnny Mercer
3. Chloe (B3) - 2:45 ∫ de Gus Kahn et Neil Moret
4. Lucero (B4) - 3:12 ∫ de Cal Tjader
5. Bye Bye Blues (B5) - 2:55 ∫ de David Bennett, Chauncey Gray, Frederick Hamm et Bert Lown
6. Autumn Leaves (B6) - 2:48 ∫ de Joseph Kosma, Johnny Mercer et Jacques Prévert

## Single extrait au format EP 45 (7")  en 1954
- Lucero par Cal Tjader Quintet[2] : Fantasy Records ∫ Fantasy 536.

Il contient les titres suivants et similaires à la version album :
1. Lucero (A1) - 3:12
2. Chloe (B1) - 2:45

- Sonny Boy par Cal Tjader Quintet[2] : Fantasy Records ∫ Fantasy 538.

Il contient les titres suivants et similaires à la version album :
1. Sonny Boy (A1) - 2:32
2. Mamblues (B1) - 2:24

## Réédition formatLPetCD
Première édition en album LP 33 Série F 3 sous le titre original Mambo With Tjader, Fantasy Records F 3-18 (1954).
Réédition en album LP 33 série 3000 sous le titre original Mambo With Tjader, Fantasy Records F-3326 (1959).
Il n'y a pas de réédition connue dans la série LP 33 Série 8000 Stéréo Disque.
Réédition en album LP 33 Original Jazz Classics sous le titre original Mambo With Tjader, Fantasy  Original Jazz Classics OJC 274 (1987).
Réédition en CD sous le titre original Mambo With Tjader dans la série Original Jazz Classic, Fantasy  Original Jazz Classics OJCCD 271 (1987), OJCCD 271-2 ou OJCCD 2712 (1990) (1992) (1995) (1997).
Réédition en CD sous le titre original Mambo With Tjader dans la série JVC Compact Discs, JVC Compact Discs 41870 (2007).

## Observations
Cet album est composé en très large majorité de reprises de standards de jazz ou de comédies musicales réarrangés par Cal Tjader dans des versions latinisées.
On remarquera qu'une session d'enregistrement a été consacrée uniquement aux 4 titres qui figurent sur les 2 sorties single de cet album.
Sur le plan musical, le style mambo est très présent avec 6 titres : Mamblues, Sonny Boy, This Can't Be Love, Chloe, Lucero et Bye Bye Blues. L'auditeur découvrira[style à revoir] aussi 3 cha-cha-cha (Midnight Sun, Cherry, Dearly Beloved) et 3 boléros (I'll Remember April, Tenderly, Autumn Leaves).
Tenderly se caractérise par un jeu de vibraphone rythmé tandis que Chloe est l'un des rares titres chantés de l'ensemble du répertoirede Cal Tjader.
Cal Tjader compose 2 titres dont un avec Clark Terry : 
- Lucero est une de ses premières compositions de style mambo très en vogue entre 1950 et 1955. C'est le premier extrait en single EP 45 de cet album et c'est un titre phare dans la carrière de Cal. On le retrouve en version Live et il fait régulièrement partie des sélections type Greatest Hits ou Best Of. On le retrouve aussi sur certaines compilations Latin jazz. Il y fait certainement référence à quelqu'un, puisque Lucero est un prénom et un nom de famille.
- Mamblues est un mambo cosigné que l'on peut retrouver aussi dans une autre version sur l'album Clark Terry de Clark Terry publié en 2004 chez Verve Records[5]. Il figure sur la face B du second single extrait Sonny Boy.

Ces 2 titres expriment pleinement les bases de la vision du son « Latin jazz » que Tjader souhaitait imprimer à cette époque, et qu'il ne cessera d'enrichir au gré des albums pour atteindre finalement son apogée entre 1958 et 1961.
- Midnight Sun (Cha-Cha-Cha)
- Sonny Boy (Mambo)
- Cherry (Cha-Cha-Cha)
- I'll Remember April (Boléro)
- This Can't Be Love (Mambo)
- Tenderly (Boléro)
- Dearly Beloved (Cha-Cha-Cha)
- Chloe (Mambo)
- Lucero (Mambo)
- Bye Bye Blues (Mambo)
- Autumn Leaves (Boléro)

### Avis critiques de cet album
Selon Scott Yanow de Allmusic Guide, le vibraphoniste Cal Tjader devint rapidement l'une des forces musicales les plus importantes du Latin jazz quand il enregistre en 1954 cette musique qui se propage comme un virus (musique que nous retrouvons sur la réédition en format CD).
Rejoint par le pianiste Manuel Duran, son frère le contrebassiste Carlos Duran et un tandem de percussionnistes, Tjader interprète les versions latinisées de standards) comme Cherry, This Can't Be Love, I'll Remember April, Autumn Leaves, ou encore Sonny Boy. Et ce dernier de conclure : « Plusieurs décennies plus tard, cette musique fortement rythmique (qui a aidé à poser les bases du Latin jazz en général) semblent toujours fraîches et vivantes ».